# Wereldkampioenschappen schaatsen afstanden 2009
De wereldkampioenschappen afstanden 2009 op de schaats zijn gehouden van donderdag 12 tot en met zondag 15 maart in de Richmond Olympic Oval in Richmond in de agglomeratie van Vancouver, Canada.
De Richmond Olympic Oval is de ijsbaan waar tijdens de Olympische Winterspelen van 2010 het schaatsen gehouden zal worden. De baan is vlak voor het evenement officieel geopend, en het WK afstanden werd dan ook als een generale repetitie gezien.
Het evenement was het twaalfde kampioenschap WK Afstanden. Het was de tweede keer dat de WK Afstanden in dezelfde hal werd gehouden als waar de schaatswedstrijden op de Olympische Winterspelen het jaar erop plaatsvinden.

## Tijdschema
Hieronder het geplande tijdschema van de wedstrijd, alle aangegeven tijdstippen onder lokale tijd zijn Pacific Standard Time.
| Datum         | Lokale tijd | MET   | Afstanden |
| ------------- | ----------- | ----- | --- |
| 12 maart 2009 | 12:30       | 20:30 | 1500 m mannen 3000 m vrouwen |
| 13 maart 2009 | 12:30       | 20:30 | 1000 m mannen 1500 m vrouwen 5000 m mannen |
| 14 maart 2009 | 12:30       | 20:30 | 1000 m vrouwen 10.000 m mannen 5000 m vrouwen |
| 15 maart 2009 | 12:30       | 20:30 | 500 m vrouwen (1e race) 500 m mannen (1e race) 500 m vrouwen (2e race) 500 m mannen (2e race) Ploegenachtervolging vrouwen Ploegenachtervolging mannen |

## Startplaatsen

### Nederland
Nederland heeft net als de voorgaande jaren het maximale aantal startplaatsen, namelijk 3 op elke afstand. Op de Olympische Spelen in 2010 mag Nederland 10 schaatsers afvaardigen, echter dan is er op de 500, 1000 en 1500 meter een startplek meer.

#### Selectie
Op 22 februari 2009 was de definitieve selectie van Nederlandse en Belgische schaatsers en schaatssters bekend:
| Afstand              | Beste NL'er in WB-klassement | 2e deelnemer       | 3e deelnemer     |
| -------------------- | ---------------------------- | ------------------ | ---------------- |
| 500 meter            | Simon Kuipers                | Jan Smeekens       | Stefan Groothuis |
| 1000 meter           | Stefan Groothuis             | Simon Kuipers      | Jan Bos          |
| 1500 meter           | Mark Tuitert                 | Sven Kramer        | Stefan Groothuis |
| 5000 meter           | Sven Kramer                  | Carl Verheijen     | Bob de Jong      |
| 10.000 meter         | Bob de Jong                  | Sven Kramer        | Carl Verheijen   |
| Ploegenachtervolging | Sven Kramer                  | Wouter Olde Heuvel | Carl Verheijen   |

| Afstand              | Beste NL'er in WB-klassement | 2e deelnemer    | 3e deelnemer        |
| -------------------- | ---------------------------- | --------------- | ------------------- |
| 500 meter            | Annette Gerritsen            | Margot Boer     | Marianne Timmer     |
| 1000 meter           | Laurine van Riessen          | Margot Boer     | Natasja Bruintjes   |
| 1500 meter           | Ireen Wüst                   | Marrit Leenstra | Laurine van Riessen |
| 3000 meter           | Renate Groenewold            | Jorien Voorhuis | Diane Valkenburg    |
| 5000 meter           | Jorien Voorhuis              | Elma de Vries   | Renate Groenewold   |
| Ploegenachtervolging | Renate Groenewold            | Jorien Voorhuis | Ireen Wüst          |

### België
België heeft één startplaats, voor Kris Schildermans op de 5000 meter voor de mannen.

## Medailles

### Mannen
| Onderdeel                    | Goud                                                    | Goud                 | Zilver                                           | Zilver               | Brons                                                       | Brons                |
| ---------------------------- | ------------------------------------------------------- | -------------------- | ------------------------------------------------ | -------------------- | ----------------------------------------------------------- | -------------------- |
| 500 m Details                | Lee Kang-seok Zuid-Korea                                | 69,730 (34,80/34,93) | Lee Kyou-hyuk Zuid-Korea                         | 69,920 (34,90/35,02) | Yu Fengtong China                                           | 69,970 (35,06/34,91) |
| 1000 m Details               | Trevor Marsicano Verenigde Staten                       | 1.08,96 BR           | Denny Morrison Canada                            | 1.09,00              | Shani Davis Verenigde Staten                                | 1.09,02              |
| 1500 m Details               | Shani Davis Verenigde Staten                            | 1.46,17 BR           | Trevor Marsicano Verenigde Staten                | 1.46,30              | Denny Morrison Canada                                       | 1.47,05              |
| 5000 m Details               | Sven Kramer Nederland                                   | 6.16,20 BR           | Håvard Bøkko Noorwegen                           | 6.18,02              | Trevor Marsicano Verenigde Staten                           | 6.20.06              |
| 10.000 m Details             | Sven Kramer Nederland                                   | 12.55,32 BR          | Håvard Bøkko Noorwegen                           | 13.03,95             | Bob de Jong Nederland                                       | 13.13,16             |
| Ploegenachtervolging Details | Nederland Sven Kramer Wouter Olde Heuvel Carl Verheijen | 3.41,26 BR           | Zweden Joel Eriksson Daniel Friberg Johan Röjler | 3.45,73              | Verenigde Staten Ryan Bedford Brian Hansen Trevor Marsicano | 3.46,07              |

### Vrouwen
| Onderdeel                    | Goud                                                        | Goud                 | Zilver                                                 | Zilver               | Brons                                       | Brons                |
| ---------------------------- | ----------------------------------------------------------- | -------------------- | ------------------------------------------------------ | -------------------- | ------------------------------------------- | -------------------- |
| 500 m Details                | Jenny Wolf Duitsland                                        | 75,750 (38,03/37,72) | Wang Beixing China                                     | 75,870 (37,78/38,09) | Lee Sang-hwa Zuid-Korea                     | 76,390 (38,23/38,16) |
| 1000 m Details               | Christine Nesbitt Canada                                    | 1.16,28 BR           | Anni Friesinger Duitsland                              | 1.16,32              | Margot Boer Nederland                       | 1.16,44              |
| 1500 m Details               | Anni Friesinger Duitsland                                   | 1.58,66 BR           | Ireen Wüst Nederland                                   | 1.58,83              | Christine Nesbitt Canada                    | 1.58,88              |
| 3000 m Details               | Renate Groenewold Nederland                                 | 4.05,43 BR           | Martina Sáblíková Tsjechië                             | 4.05,50              | Kristina Groves Canada                      | 4.06,46              |
| 5000 m Details               | Martina Sáblíková Tsjechië                                  | 6.57,84 BR           | Clara Hughes Canada                                    | 7.00,54              | Kristina Groves Canada                      | 7.02,91              |
| Ploegenachtervolging Details | Canada Kristina Groves Christine Nesbitt Brittany Schussler | 2.58,27 BR           | Nederland Renate Groenewold Jorien Voorhuis Ireen Wüst | 3.02,02              | Japan Masako Hozumi Hiromi Otsu Maki Tabata | 3.04,06              |

## Medaillespiegel
| Plaats | Land             | Goud | Zilver | Brons | Totaal |
| 1      | Nederland        | 4    | 2      | 2     | 8      |
| 2      | Canada           | 2    | 2      | 4     | 8      |
| 3      | Verenigde Staten | 2    | 1      | 3     | 6      |
| 4      | Duitsland        | 2    | 1      | 0     | 3      |
| 5      | Zuid-Korea       | 1    | 1      | 1     | 3      |
| 6      | Tsjechië         | 1    | 1      | 0     | 2      |
| 7      | Noorwegen        | 0    | 2      | 0     | 2      |
| 8      | China            | 0    | 1      | 1     | 2      |
| 9      | Zweden           | 0    | 1      | 0     | 1      |
| 10     | Japan            | 0    | 0      | 1     | 1      |
| Totaal | Totaal           | 12   | 12     | 12    | 36     |